# 采女装束

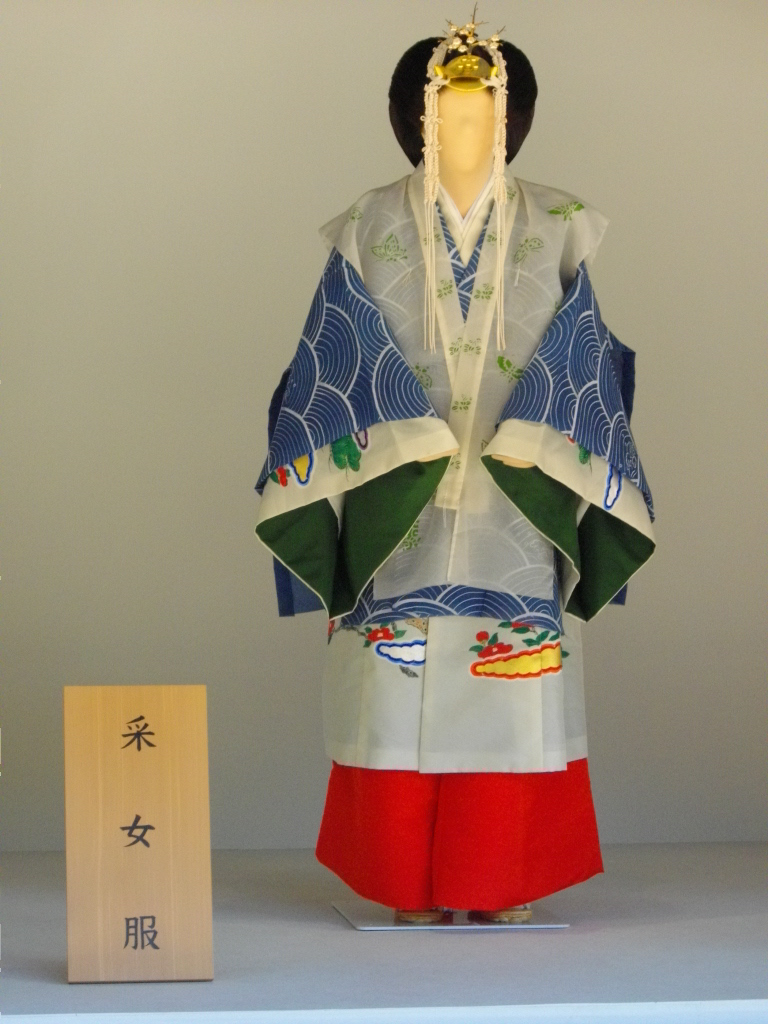
采女装束

采女装束（うねめしょうぞく）とは、全国の豪族から選抜されて天皇・皇后の給仕係などとして、上古の宮中に勤めた女官である采女の衣装。
なお、近代では大嘗祭や新嘗祭などに、配膳などの役を命ぜられた女官が着用している。男子装束の小忌衣（おみごろも）が大嘗祭だけの使用になったのに対し、采女の装束は例年も古式を継承するものが使用されて現在にいたっている。
神事の際には御供物を数多く運ぶ役割などを担ったため、丈が短く活動的にできている。ちなみに時代祭での小野小町は平安時代初期の采女の装束を身に着けている。
活動的なことから、現代の女性神職装束はこの采女装束を参考にしていると言われる。

## 装束の変遷
- 表左側が過去、表右側の近代へと被服構成の移行。

色見本
| 花色 |  | 浅黄（浅葱色） |  | 萌黄 |  | 紅梅 |  | 紅色 |  | 緋色 |  |

| 名称 | 故実拾要（1687－1722）による構成                | 名称 | 御再興女房装束の制（1722－）による構成 | 名称 | 近代の調整による構成（詳細は下記「装束」を参照）             |
| ---- | ----------------------------------------------- | ---- | -------------------------------------- | ---- | ------------------------------------------------------------ |
|      |                                                 |      |                                        | 千早 | 白麻地 青摺りによる地蝶の模様                                |
| 衣   | 表地：生絹 花色 青海波の模様：胡粉画            | 唐衣 | 青生絹 青海波の模様：胡粉画            | 掛衣 | 浅黄平絹 青海波の模様：胡粉画                                |
| 絵衣 | 表地：白練 萌黄 雲椿花の模様：色彩画 裏地：生絹 | 衣   | 白練絹 松ニ椿源氏雲の模様：色彩画      | 絵衣 | 表地：白練緯地 雲・椿・松・春草の模様：色彩画 裏地：萌黄平絹 |
|      |                                                 | 衣下 | 練絹 濃い紅梅                          |      |                                                              |
|      |                                                 | 間   | 白練絹                                 |      |                                                              |
|      |                                                 | 下着 | 白羽二重                               |      |                                                              |
| 袴   | 表・裏共に平絹 紅                               | 切袴 | 紅                                     | 切袴 | 精好織り・仕立て 緋                                          |

現在の形式が大旨固定化されたのは、江戸時代中期と考えられている。『古事記』に見られる青摺衣、平安時代前期の『西宮記』などの青摺衣・小忌衣・摺唐衣、室町時代の女官が用いた絵衣など、各時代、和服の伝統様式を吸収しながら現在の形に定まったようである。

## 装束
ここでは明治以降采女が身に着ける装束について、上に着装する順に解説する。
髪上具（かみあげのぐ）
- 平額・釵子・櫛のセット。采女装束の場合は心葉（こころば）という梅の枝と「日陰の糸・日陰鬘（ひかげかづら）」という顔の横に下げる糸状の髪飾りを装着する。『古事記』や『万葉集』に出てくる植物のかづらが、時代と共に整えられた装飾品である。

千早・襅（ちはや）
- 貫頭衣とも呼ばれた、古来形式の衣服である[2]。形状は、掛け衿はあるが衽（おくみ）を設けていないもので、法被（はっぴ）のような前身頃となっている。袖は巫女が身に着けるものと違い袖無しで、白い薄絹で作られる。文様は、胡粉（白い絵の具）を引いてから山藍の汁で染めるという、青摺（あおずり）で蝶を描く（奈良女子大学に遺品がある）。そして、小忌衣（おみごろも）と同じく清浄な衣服であり、着用する者を清めるとされている[1]。また、近世では同じ形状だが生地は麻地である。
- 衣服の裾周りが邪魔にならないように、千早の上から苧麻（ちょま）の緒を帯として腰に締める。麻は清浄なものとして神事に広く用いられる素材である。

掛衣（かけぎぬ）
- 唐衣と形状が似ているが相違があり、掛衣には現在の着物と同じく衽があることと、袖が一幅の仕立てとなっている。文様は縹・浅葱色（青）などの絹地に、胡粉(白い絵の具)で青海波を描く。なお、執翳（はとり）女孺で着用するものは唐衣であり、衽がなく袖も半幅である[1]。次いで文様が違い、蝶を縹（青）の絹に胡粉で描く。

絵衣（えぎぬ）
- 金銀の雲に、色彩画で松、椿、春草の文様を描いた衣服である。生地は白い練絹に、萌黄色の生絹（すずし/生糸で織った薄い織物）の裏地をつけたもので、丈は上に着る千早・掛衣と比べ長いものとなっている。
- なお江戸時代には、絵衣は執翳女孺（即位式などの儀式の際に、天皇の御座席の左右から、柄のながい団扇を持ち、かざす女官）も使用したが、明治以降は出席せず検討となり、執翳女孺は大正時代の即位式からは廃止となった。使用人が執翳女孺を勤める例であった、尼門跡寺院の大聖寺には遺品が残っている。

切袴（きりばかま）
- 足の甲にかかるくらいの丈の、幅の広いズボン形の袴。捩襠（ねじまち）といって縁を縫わずに巻いて糊でとめており、襞は上の部分にしかない。

襪（しとうず）
- 「下沓（したぐつ）・下履」が転じて襪と呼んだ、絹製の靴下。足袋と異なり指先は分かれておらず、こはぜもない為、上方に付けた紐で結び留める。養老の衣服令では朝服に白襪を用いるように定めた。古代一般的には高徳な老人などを除いて襪をはくことは禁じていた。

鳥皮履
- 舃（せきのくつ、又は鼻高沓）の代わりに、「鳥皮（くりかわ）の履・沓」を用いた。